# Archignat
 Archignat  es una población y comuna francesa, en la región de Auvernia, departamento de Allier, en el distrito de Montluçon y cantón de Huriel.

## Demografía
| 384 | 345 | 306 | 271 | 275 | 350 |
| Para los censos de 1962 a 1999 la población legal corresponde a la población sin duplicidades (Fuente: INSEE [Consultar]) |     |     |     |     |     |